# Tchéquie au Concours Eurovision de la chanson 2022
La Tchéquie est l'un des quarante pays participant au Concours Eurovision de la chanson 2022, qui se déroule à Turin en Italie. Le pays est représenté par le groupe We Are Domi et sa chanson Lights Off, sélectionnés via l'émission Eurovision Song CZ 2022. Le pays se classe 22e avec 38 points lors de la finale.

## Sélection
Le diffuseur ČT débute le processus de sélection le 20 août 2021, sans confirmer sa participation au concours. Le 12 octobre 2021, le diffuseur annonce que la sélection aura lieu en décembre et confirme par la même occasion que le pays sera bien présent à Turin.

### Format
La sélection rassemble sept candidats, dont les noms sont annoncés le 6 décembre 2021. Les chansons sont publiées le même jour. Contrairement aux années précédentes, chaque candidat enregistre une prestation live qui servira de base au vote. Le vote est constitué à 50% d'un jury rassemblant d'anciens participants à l'Eurovision, de 25% du télévote tchèque et de 25% du télévote international. Le résultat est annoncé le 16 décembre 2021.

### Jury
Le jury est composé de :
- Victor Crone (Estonie, 2019),
- TIX (Norvège, 2021),
- Maraaya (Slovénie, 2015),
- The Black Mamba (Portugal, 2021),
- Manizha (Russie, 2021),
- Blind Channel (Finlande, 2021),
- Go_A (Ukraine, 2021 et Ukraine, 2020),
- Daði Freyr (Islande, 2021 et Islande, 2020),
- Gjon's Tears (Suisse, 2021 et Suisse, 2020),
- Jay Aston (de Bucks Fizz, Royaume-Uni, 1981),
- Paul Harrington (Irlande, 1994),
- Charlie McGettigan (Irlande, 1994)

### Résultats
Parmi les candidates, on note le retour d'Elis Mraz, deuxième en 2020. Elle participe ensuite à la sélection de Saint-Marin la même année.
| Ordre | Artiste                   | Chanson                      | Jury  | Jury   | Public  | Public | Total | Place |
| Ordre | Artiste                   | Chanson                      | Votes | Points | Tchèque | Intl.  | Total | Place |
| ----- | ------------------------- | ---------------------------- | ----- | ------ | ------- | ------ | ----- | ----- |
| 1     | We Are Domi               | Lights Off                   | 120   | 12     | 3       | 6      | 21    | 1     |
| 2     | Giudi                     | Jezinky                      | 69    | 6      | 4       | 5      | 15    | 3     |
| 3     | Annabelle                 | Runnin' Out of Freakin' Time | 84    | 8      | 1.5     | 1.5    | 11    | 6     |
| 4     | Elis Mraz                 | Imma Be                      | 92    | 10     | 5       | 2      | 17    | 2     |
| 5     | The Valentines            | Stay or Go                   | 57    | 4      | 1       | 1      | 6     | 7     |
| 6     | Jordan Haj & Emma Smetana | By Now                       | 49    | 3      | 6       | 3      | 12    | 4     |
| 7     | Skywalker                 | Way Down                     | 69    | 6      | 2       | 4      | 12    | 5     |

| Votes détaillés du jury international | Votes détaillés du jury international | Votes détaillés du jury international | Votes détaillés du jury international | Votes détaillés du jury international | Votes détaillés du jury international | Votes détaillés du jury international | Votes détaillés du jury international | Votes détaillés du jury international | Votes détaillés du jury international | Votes détaillés du jury international | Votes détaillés du jury international | Votes détaillés du jury international | Votes détaillés du jury international | Votes détaillés du jury international |
| Ordre                                 | Chanson                               | EST                                   | NOR                                   | SVN                                   | POR                                   | RUS                                   | FIN                                   | UKR                                   | ISL                                   | SUI                                   | UK                                    | IRL1                                  | IRL2                                  | Total                                 |
| ------------------------------------- | ------------------------------------- | ------------------------------------- | ------------------------------------- | ------------------------------------- | ------------------------------------- | ------------------------------------- | ------------------------------------- | ------------------------------------- | ------------------------------------- | ------------------------------------- | ------------------------------------- | ------------------------------------- | ------------------------------------- | ------------------------------------- |
| 1                                     | Lights Off                            | 12                                    | 12                                    | 4                                     | 12                                    | 10                                    | 4                                     | 12                                    | 12                                    | 12                                    | 10                                    | 10                                    | 10                                    | 120                                   |
| 2                                     | Jezinky                               | 2                                     | 8                                     | 2                                     | 3                                     | 4                                     | 12                                    | 6                                     | 10                                    | 10                                    | 2                                     | 8                                     | 2                                     | 69                                    |
| 3                                     | Runnin' Out of Freakin' Time          | 6                                     | 2                                     | 10                                    | 8                                     | 3                                     | 6                                     | 10                                    | 3                                     | 8                                     | 12                                    | 12                                    | 4                                     | 84                                    |
| 4                                     | Imma Be                               | 8                                     | 10                                    | 12                                    | 6                                     | 12                                    | 10                                    | 4                                     | 4                                     | 6                                     | 8                                     | 6                                     | 6                                     | 92                                    |
| 5                                     | Stay or Go                            | 10                                    | 4                                     | 6                                     | 2                                     | 2                                     | 3                                     | 3                                     | 6                                     | 3                                     | 3                                     | 3                                     | 12                                    | 57                                    |
| 6                                     | By Now                                | 4                                     | 6                                     | 3                                     | 4                                     | 6                                     | 2                                     | 2                                     | 2                                     | 2                                     | 6                                     | 4                                     | 8                                     | 49                                    |
| 7                                     | Way Down                              | 3                                     | 3                                     | 8                                     | 10                                    | 8                                     | 8                                     | 8                                     | 8                                     | 4                                     | 4                                     | 2                                     | 3                                     | 69                                    |

La sélection se conclut sur la victoire de We Are Domi et leur chanson Lights Off.

## À l'Eurovision
La Tchéquie participera à la deuxième demi-finale, le 12 mai 2022. Elle s'y classe 4e avec 227 points, se qualifiant donc pour la finale. Lors de celle-ci, elle termine à la 22e place avec 38 points.